# Lucretia Love
Lucretia Love, née Lucretia Hickerson à Borger le 25 mars 1941  et morte aux Seychelles le 9 janvier 2019, est une actrice américaine de cinéma, active quasi-exclusivement dans le cinéma italien.

## Biographie
Lucretia Love joue essentiellement dans des films de genre (policier, western, érotique voire pornographique) ; s'étant transférée en Italie, elle y tient un rôle dans près de trente films. Au début surtout dans des rôles mineurs, elle joue parfois comme protagoniste. Elle est connue surtout pour sa participation aux films Salvo D'Acquisto (1975) de Romolo Guerrieri et Un sussurro nel buio (1976) de Marcello Aliprandi. Elle joue aussi dans quelques téléfilms et participe à l'émission de variétés : Non stop (it).

## Vie familiale
Elle a été l'épouse de l'acteur et producteur Mauro Nicola Parenti.

## Filmographie

### Cinéma
- 1965 : Istanbul, carrefour de la drogue (Da Istanbul ordine di uccidere) d'Alberto Marras
- 1965 : La Sœur de Satan (The She Beast) de Michael Reeves
- 1966 : Amore all'italiana de Steno
- 1967 : Peggio per me... meglio per te de Bruno Corbucci : Vanessa
- 1967 : Dieu est avec toi, Gringo (Vayas con dios, gringo) d'Edoardo Mulargia : Carmen
- 1967 : Un colt dans le poing du diable (Un colt in pugno al diavolo) de Sergio Bergonzelli : Jane
- 1968 : Phénoménal et le trésor de Toutânkhamon (Fenomenal e il tesoro di Tutankamen) de Ruggero Deodato : Lucretia Perkins
- 1969 : Faut pas jouer avec les vierges (Zenabel) de Ruggero Deodato : Zenabel
- 1971 : La Vie sexuelle de Don Juan (Le calde notti di Don Giovanni) d'Alfonso Brescia : reine de Chypre
- 1971 : Quand les femmes étaient femelles (Quando gli uomini armarono la clava e... con le donne fecero din-don) de Bruno Corbucci : Lella
- 1971 : L'Œil de l'araignée (L'occhio del ragno) de Roberto Bianchi Montero : Gloria
- 1972 : Le Diable à sept faces (Il diavolo a sette facce) d'Osvaldo Civirani : Margareth
- 1972 : Les Deux Fils de Trinita (I due figli dei Trinità) d'Osvaldo Civirani : Lola
- 1972 : La Belle Antonia, d'abord ange puis démon (La bella Antonia, prima monica e poi dimonia) de Mariano Laurenti : Ippolita
- 1972 : Donnez-nous notre amour quotidien (Amore quotidiano) de Claude Pierson
- 1973 : Fuori uno... sotto un altro, arriva il Passatore de Giuliano Carnimeo
- 1973 : Les Amazones, filles pour l'amour et pour la guerre (Le Amazzoni - Donne d'amore e di guerra) d'Alfonso Brescia : Eraglia
- 1973 : La ragazza fuoristrada de Luigi Scattini : Adriana Morganti
- 1973 : Piazza pulita de Luigi Vanzi : Perla
- 1973 : Diario di una vergine romana (it) de Joe D'Amato : Livia
- 1974 : La Révolte des gladiatrices (The Arena) de Steve Carver
- 1974 : L'assassin a réservé neuf fauteuils (L'assassino ha riservato nove poltrone) de Giuseppe Bennati : Doris
- 1974 : L'Exorcisation (L'ossessa) de Mario Gariazzo : Luisa
- 1974 : Un fiocco nero per Deborah de Marcello Andrei
- 1974 : Dossier rose de la prostitution (Prostituzione) de Rino Di Silvestro
- 1974 : Voglia di lei
- 1974 : Un amour comme le nôtre de Claude Pierson
- 1974 : Salvo D'Acquisto de Romolo Guerrieri
- 1976 : La lycéenne se marie (Scandalo in famiglia) de Marcello Andrei
- 1976 : Veuves excitées (it) (La figliastra (Storia di corna e di passioni)) d'Edoardo Mulargia : Agata
- 1976 : Un sussurro nel buio de Marcello Aliprandi : Susan, amie de Camile
- 1976 : Mesdames et messieurs, bonsoir (Signore e signori, buonanotte)
- 1977 : L'Embrouille (Charleston) de Marcello Fondato
- 1980 : Docteur Heckyl et Mister Hype (Doctor Heckyl and Mister Hype) de Charles Griffith

### Télévision
- 1977 : Non stop (it)
- 1977 : Il commissario De Vincenzi (it), série télévisée de Mario Ferrero, épisode Il do tragico
- 1979 : Che fare? (it) de Gianni Serra